# Cerro Umani (berg i Bolivia, Potosí, lat -19,85, long -68,53)
Cerro Umani är ett berg i Bolivia.   Det ligger i departementet Potosí, i den sydvästra delen av landet, 400 km väster om huvudstaden Sucre. Toppen på Cerro Umani är 4 407 meter över havet, eller 484 meter över den omgivande terrängen. Bredden vid basen är 5,1 km.
Terrängen runt Cerro Umani är huvudsakligen kuperad, men åt nordost är den platt. Trakten runt Cerro Umani är nära nog obefolkad, med mindre än två invånare per kvadratkilometer.. 
Trakten runt Cerro Umani är ofruktbar med lite eller ingen växtlighet.